# Rockport (Washington)
Rockport és una concentració de població designada pel cens dels Estats Units a l'estat de Washington. Segons el cens del 2000 tenia 102 habitants.

## Demografia
Segons el cens del 2000, Rockport tenia 102 habitants, 39 habitatges, i 26 famílies. La densitat de població era de 106,4 habitants per km².
Dels 39 habitatges en un 25,6% hi vivien nens de menys de 18 anys, en un 51,3% hi vivien parelles casades, en un 12,8% dones solteres, i en un 33,3% no eren unitats familiars. En el 25,6% dels habitatges hi vivien persones soles el 2,6% de les quals corresponia a persones de 65 anys o més que vivien soles. El nombre mitjà de persones vivint en cada habitatge era de 2,62 i el nombre mitjà de persones que vivien en cada família era de 3,12.
Per edats la població es repartia de la següent manera: un 30,4% tenia menys de 18 anys, un 7,8% entre 18 i 24, un 27,5% entre 25 i 44, un 20,6% de 45 a 60 i un 13,7% 65 anys o més.
L'edat mediana era de 34 anys. Per cada 100 dones de 18 o més anys hi havia 102,9 homes.
La renda mediana per habitatge era de 48.750 $ i la renda mediana per família de 69.250 $. Els homes tenien una renda mediana de 36.250 $ mentre que les dones 26.250 $. La renda per capita de la població era de 28.372 $. Cap de les famílies estaven per davall del llindar de pobresa.

## Poblacions més properes
El següent diagrama mostra les poblacions més properes.